# Antsahavaribe (Vohemar)
Antsahavaribe is een plaats en commune in het noorden van Madagaskar, behorend tot het district Vohemar, dat gelegen is in de regio Sofia. Tijdens een volkstelling in 2001 telde de plaats 8.677 inwoners.
De plaats biedt enkel lager onderwijs aan. 99,98 % van de bevolking werkt als landbouwer. Het belangrijkste landbouwproduct is vanille; andere belangrijke producten zijn koffie, suikerriet en rijst. Verder is 0,02% actief in de dienstensector.